# Мулату Тешоме
Мулату Тешоме (англ. Mulatu Teshome, амх. ሙላቱ ተሾመ нар. в 1955, Оромо, Ефіопія) — ефіопський державний і політичний діяч, президент Ефіопії з 7 жовтня 2013 до 25 жовтня 2018 року.

## Життєпис
Народився в 1955 (за деякими даними — в 1956) в місті Арджил, провінція Велего (нині — частина Оромо), (Ефіопська імперія). Належить до народу оромо.

### Освіта
Навчався в Пекінському університеті, де вивчав міжнародне право та інші політичні науки. Певний час викладав за кордоном.

### Кар'єра
Є професійним дипломатом. Значну частину свого життя провів за кордоном, працюючи в посольствах та консульствах Ефіопії. Обіймав різні дипломатичні посади. Був послом в КНР, Австралії, Японії та Туреччині. Нетривалий час (у 2001-2003) очолював Міністерство сільського господарства та міського розвитку Ефіопії.
На виборах президента Ефіопії 7 жовтня 2013 правляча партія Революційно-демократичний фронт ефіопських народів висунула його (тоді — посла в Туреччині) кандидатом на цей пост і він переміг.

## Родина
У Мулату Тешоме є син.